# 丁珀尔费尔德
丁珀尔费尔德是德国莱茵兰-普法尔茨州的一个市镇。总面积11.86平方公里，总人口616人，其中男性292人，女性324人（2011年12月31日），人口密度52人/平方公里。